# Kwintus Fabiusz Maksymus Serwilianius
Kwintus Fabiusz Maksymus Serwilianus, łac. Quintus Fabius Maximus Servilianus (II w. p.n.e.) – rzymski polityk, konsul 142 roku p.n.e., historyk zaliczany do grona annalistów średnich.
Był synem Gnejusza Serwilianusa Caepiona, konsula 169 roku. Miał dwóch młodszych braci, Gnejusza i Kwintusa, konsulów odpowiednio w roku 141 i 140. Został adoptowany przez Kwintusa Fabiusza Maksymusa Labeona, pretora w 181 roku. Być może należał do grona pontyfików, o czym może świadczyć aluzja w pracy Makrobiusza.
W 142 roku pełnił urząd konsula. W następnym roku, jako prokonsul, został wysłany do prowincji Hiszpanii Dalszej, gdzie trwały krwawe walki z Luzytanami, którym przewodził Wiriatus. W swej kampanii Maksymus Serwilianus nie odniósł sukcesów, podobnie jak jego poprzednicy. Wiriatus zwabił go w zasadzkę, a otoczony prokonsul, by ocalić życie, musiał zawrzeć z nim układ. Na jego mocy Rzym miał uznać niezależność Luzytanów i Wiriatusa jako ich króla. Porozumienie to zatwierdził senat i komicja, ale już w 140 roku zostało zerwane.
Maksymus Serwilianus był autorem dzieła historycznego, które prawdopodobnie napisał po roku 140, kiedy już nie pełnił żadnych ważnych urzędów. Cytowane je pod tytułem Annales lub Historiae. Najprawdopodobniej przedstawił w nim dzieje Rzymu od jego początków do czasów sobie współczesnych. Zalicza się go do grupy annalistów średnich.
Z pracy tej zachowały się tylko trzy fragmenty, z których jeden dotyczy przybycia Eneasza do Italii, zaś inny, jak się wydaje, założenia Pizy. Dionizjusz z Halikarnasu podał, że Maksymus Serwilianus posługiwał się metodą cenioną przez Rzymian u Katona Starszego, Waleriusza Antiasa i Gajusza Licyniusza Macera, czyli uwzględnieniem w dziele swoich czasów. W porównaniu do pierwszego annalisty, Kwintusa Fabiusza Piktora, bardziej szczegółowo opisywał wydarzenia.
Niewielka liczba zachowanych fragmentów świadczy, że jednak nie miał wielu czytelników. Możliwe, iż pozostawał w cieniu Fabiusza Piktora. Zachowane urywki wydano w Historicorum Romanorum reliquiae Hermanna Petera i L’annalistique romaine Martine Chassignet.
Wedle przekazu Makrobiusza konsul zredagował również Iuris Pontifici libri („Księgi prawa pontyfikalnego”).